# طب إشعاعي بيطري

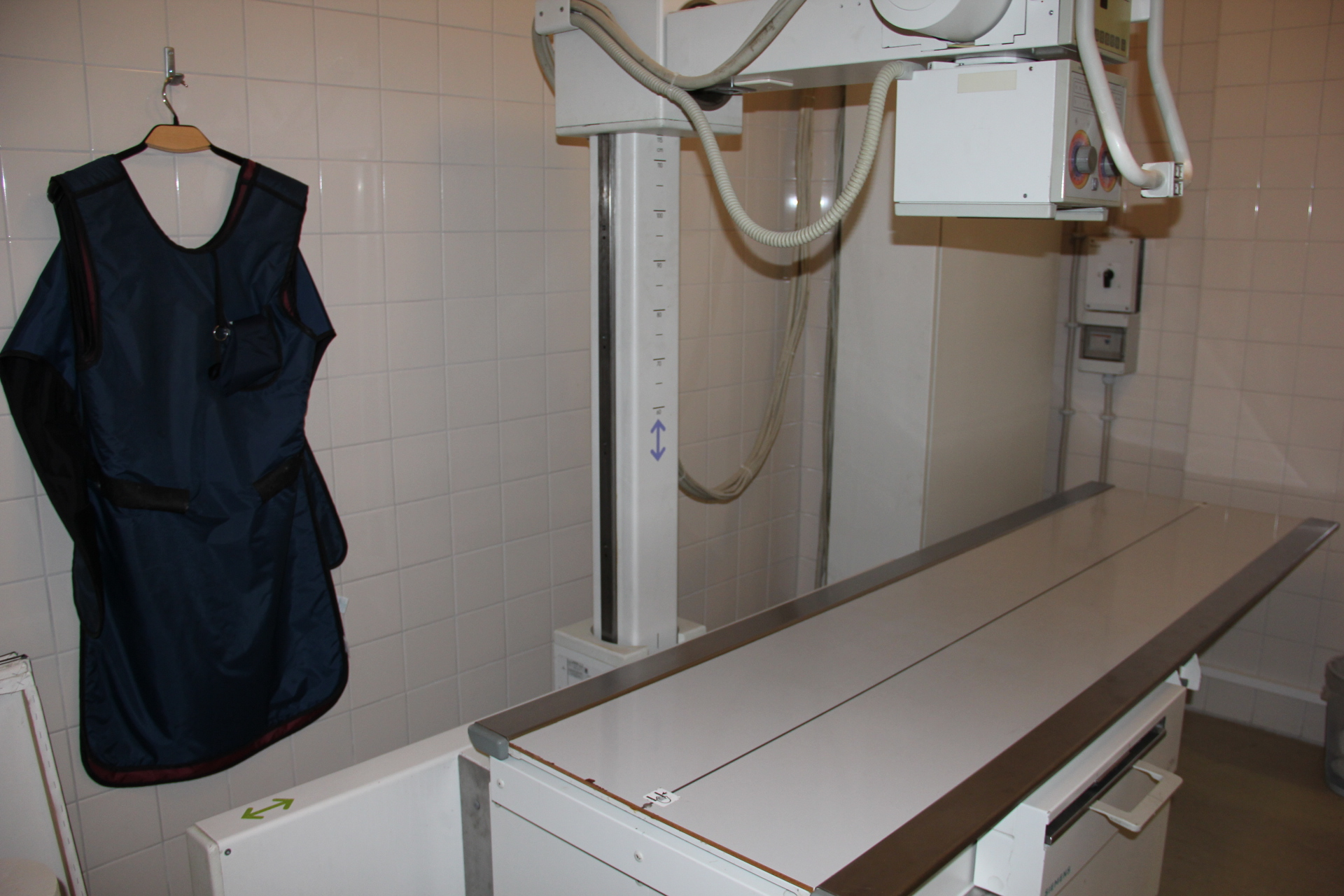
طاولة أشعة متحركة بإحدى العيادات البيطرية

طب إشعاعي بيطري (بالإنجليزية: Veterinary Radiology)‏ هو فرع متقدم من الطب البيطري يتخصص في تفسير الصور التشخيصية للمساعدة في اكتشاف السبب الكامن وراء الأمراض الحيوانية.
بنفس الطريقة لدى البشر، يلتقط أطباء الأشعة البيطريون ويدرسون الصور الإشعاعية للعظام والأعضاء والأوعية الدموية والتي يمكن أن تكشف عن كسور أو مجموعة من الأمراض الأخرى مثل التهاب المفاصل وهشاشة العظام والتهاب البنكرياس والسكري والسرطان في الحيوانات.
باستخدام تقنية التصوير مثل التصوير بالرنين المغناطيسي والتصوير المقطعي المحوسب وتخطيط الصدى الطبي والمسح الطبي النووي والأشعة السينية يمكن لأطباء الأشعة البيطريين اكتشاف تشكل الأورام أو العظم المكسور أو أي تراكم غير طبيعي للسوائل.